# 파샤땃쥐
파샤땃쥐 또는 사헬땃쥐(Crocidura pasha)는 땃쥐과에 속하는 포유류의 일종이다. 에티오피아와 수단에서 발견된다. 자연 서식지는 건조한 사바나 지역이다.